# Lorentzo
Lorentzo est un prénom masculin basque. 
L'équivalent du prénom Lorentzo est « Lorenzo » en espagnol ou « Laurent » en français.
Les variantes sont Laurendi, Laurentzi ou Lorenza (Laurence)

## Prénom
- Pour l'ensemble des articles sur les personnes portant ce prénom, consulter :
  - la liste des articles dont le titre commence par ce prénom
  - les listes produites par Wikidata : Liste des personnes de prénom « Lorentzo » — même liste en incluant les éventuels prénoms composés qui contiennent « Lorentzo ».